# 南仙台駅
南仙台駅（みなみせんだいえき）は、宮城県仙台市太白区中田5丁目にある、東日本旅客鉄道（JR東日本）東北本線の駅である。
常磐線と仙台空港鉄道仙台空港線に乗り入れる列車の利用も可能である。

## 歴史
南仙台駅は、1924年（大正13年）に「陸前中田駅」という駅名で開業した。この時、駅の所在地は名取郡中田村だった。開業当時は1日当たり約200人の駅利用者があり、また、駅周辺で収穫された仙台白菜の出荷にも利用されていた。
中田村は1941年（昭和16年）に仙台市に編入され、陸前中田駅は仙台市内の駅となった。この後、1963年（昭和38年）に陸前中田駅は南仙台駅に改称された。1978年（昭和53年）になると、1日当たりの平均利用者数は2305人まで増えた。このうち、約7割が定期券利用者だった。

### 年表
- 1924年（大正13年）9月10日：陸前中田駅（りくぜんなかだえき）として開業[7]。
- 1963年（昭和38年）5月25日：南仙台駅に改称[7]。
- 1978年（昭和53年）5月1日：貨物の取り扱いを廃止[7]。
- 1981年（昭和56年）10月：改札外に東西自由通路が完成する。
- 1984年（昭和59年）2月1日：荷物の扱いを廃止[7]。
- 1987年（昭和62年）4月1日：国鉄分割民営化により、JR東日本の駅となる[7]。
- 2003年（平成15年）
  - 2月：自動改札機を導入[新聞 1]。
  - 10月26日：ICカード「Suica」の利用が可能となる[報道 1]。
- 2005年（平成17年）4月9日：電子連動化工事に伴い仙台駅に進入する列車が限られることとなり、常磐線の列車は当駅で折り返す措置がとられた。
- 2006年（平成18年）9月18日：長町駅高架化に伴う工事の影響で、東北本線・常磐線の列車は当駅で折り返す措置がとられた。
- 2007年（平成19年）3月18日：仙台空港アクセス線開通に伴い、発車案内 (LED) が各ホームに設置された。また、管理駅がそれまでの長町駅から名取駅に変更された。
- 2009年（平成21年）12月4日：指定席券売機が1台設置された。これに伴い、これまで3台あった自動券売機が2台になった。
- 2011年（平成23年）
  - 9月26日：9月22日に台風15号による浸水で岩沼駅構内の信号制御設備が火災を起こしたため、運休となっていた東北本線が朝夕の特別ダイヤで運転を再開。一部列車が当駅折り返しに変更となる措置がとられた。
  - 9月27日：常磐線、東北本線がほぼ通常ダイヤで運転を再開したが、復旧作業が並行して行われたため、岩沼駅折り返しの一部列車は引き続き当駅折り返しとする措置がとられた。
  - 11月1日：岩沼駅の信号設備復旧工事が終了し、ダイヤも台風前の通常ダイヤに戻り、岩沼駅のホーム運用も通常通りとなったため、当駅折り返し措置だった列車も全て岩沼駅折り返しに戻った。
- 2016年（平成28年）3月26日：ダイヤ改正により快速「仙台シティラビット」の停車が開始（ただし、仙台空港アクセス線からの快速は引き続き当駅通過）[報道 2]。
- 2017年（平成29年）
  - 2月：駅人員体制変更に伴い、駅係員が早朝夜間帯の一部時間不在となる。
  - 10月1日：業務委託化（JR東日本東北総合サービスへ委託）。
- 2023年（令和5年）8月31日：みどりの窓口の営業を終了[8]。
- 2024年（令和6年）10月1日：えきねっとQチケのサービスを開始[1][報道 3]。

## 駅構造
単式ホーム1面1線と島式ホーム1面2線、計2面3線のホームを持つ地上駅である。東側に駅舎がある。
JR東日本東北総合サービスが受託する業務委託駅で、仙台駅が当駅を管理する。自動券売機、多機能券売機、指定席券売機、自動改札機（Suica、えきねっとQチケ対応）と自動精算機が設置されている。なお、改札係員が不在の時間帯は、用件は有人改札にあるインターホンを使用する。
JRの特定都区市内制度における「仙台市内」の駅であり、東北本線においては最も南になる。

### のりば
| 番線 | 路線                | 方向 | 行先                     |
| ---- | ------------------- | ---- | ------------------------ |
| 1    | ■東北本線           | 上り | 白石・福島方面           |
| 1    | ■常磐線             | 上り | 亘理・原ノ町・いわき方面 |
| 1    | ■仙台空港アクセス線 | 上り | 仙台空港方面             |
| 2    | ■東北本線           | 下り | 仙台・小牛田方面         |
| 3    | ■東北本線           | 下り | 仙台・小牛田方面         |

- 3番線は両方向からの列車待避や折り返し運転に対応。

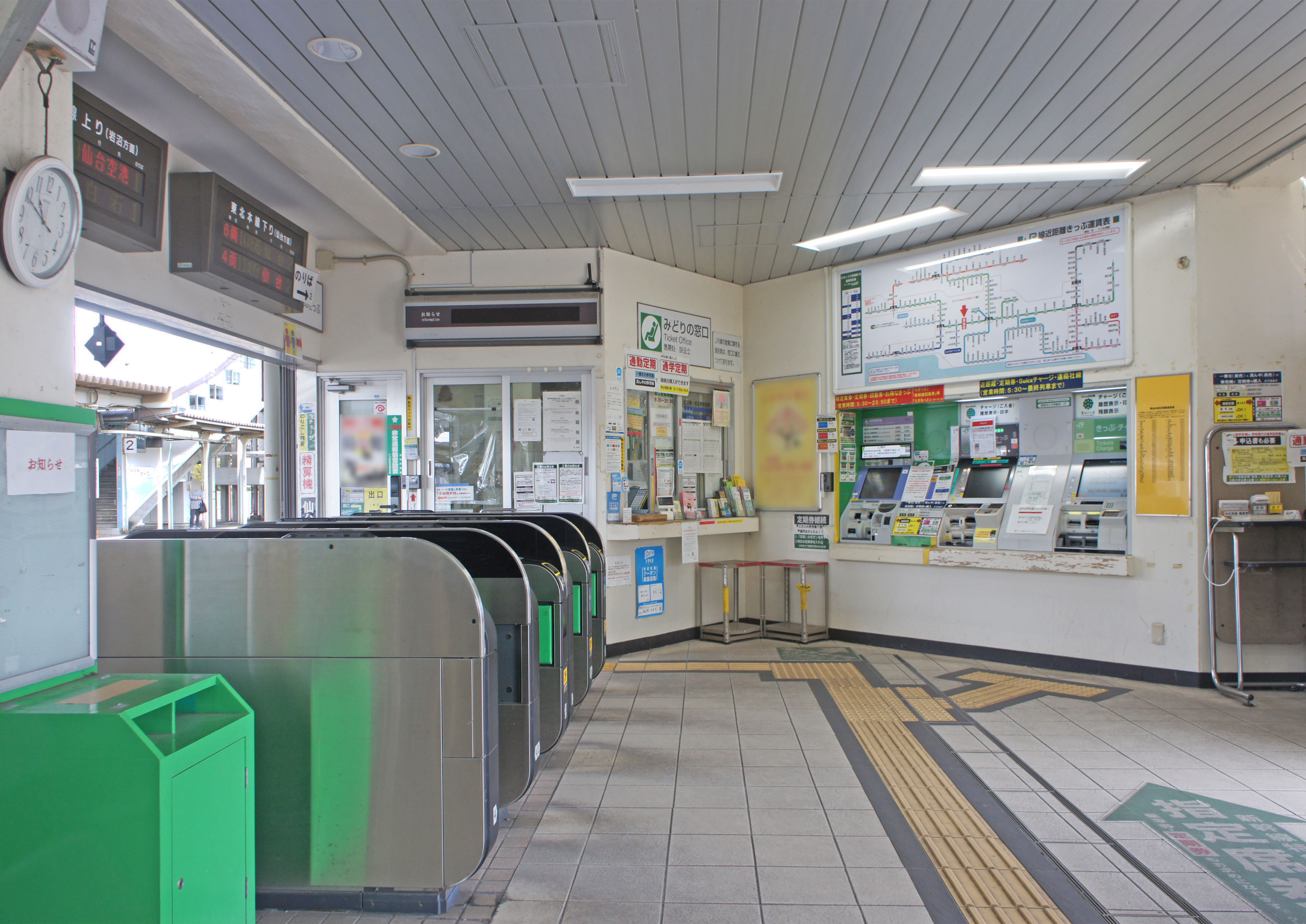
改札口と券売機（2022年4月）
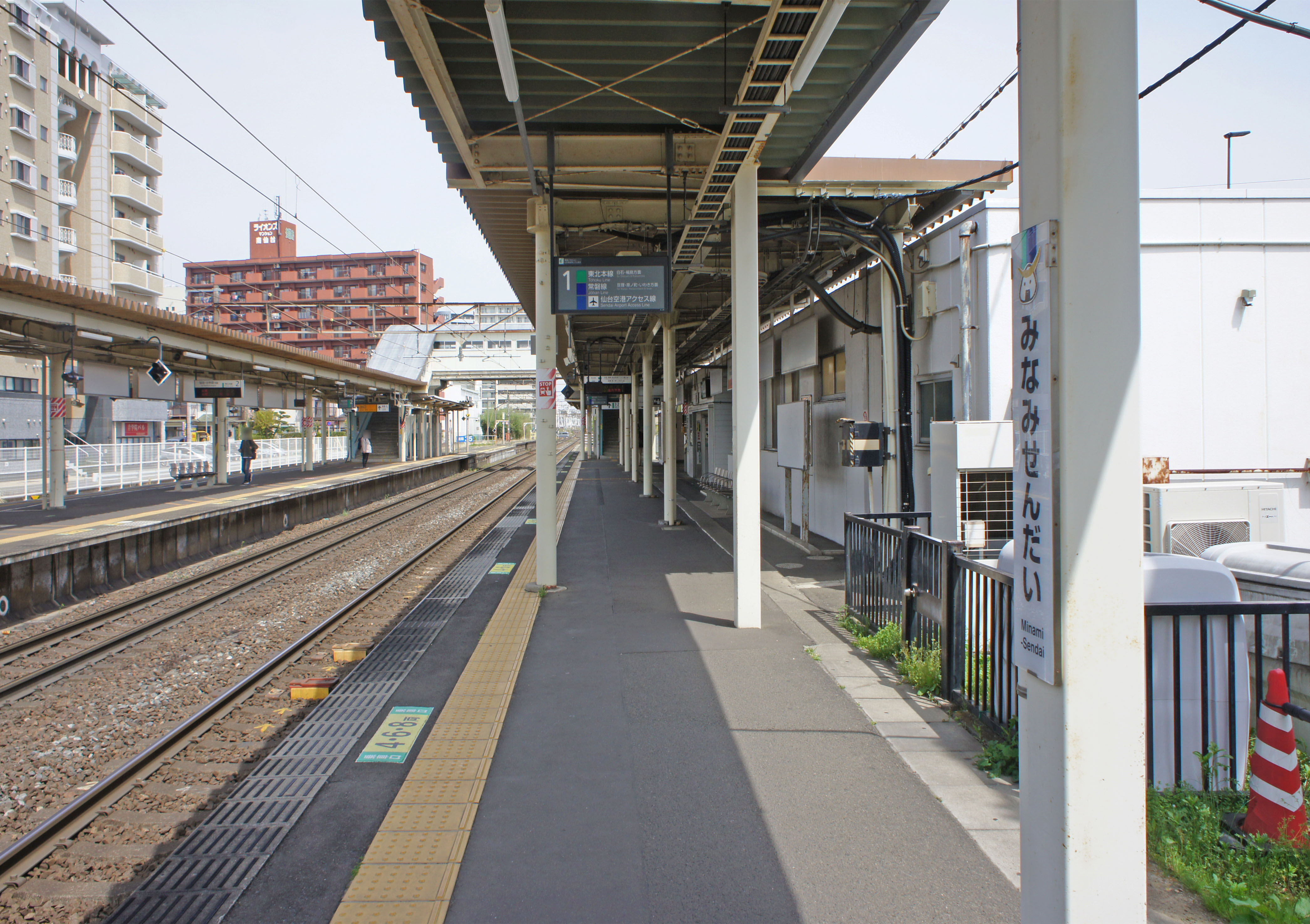
1番線ホーム（2022年4月）
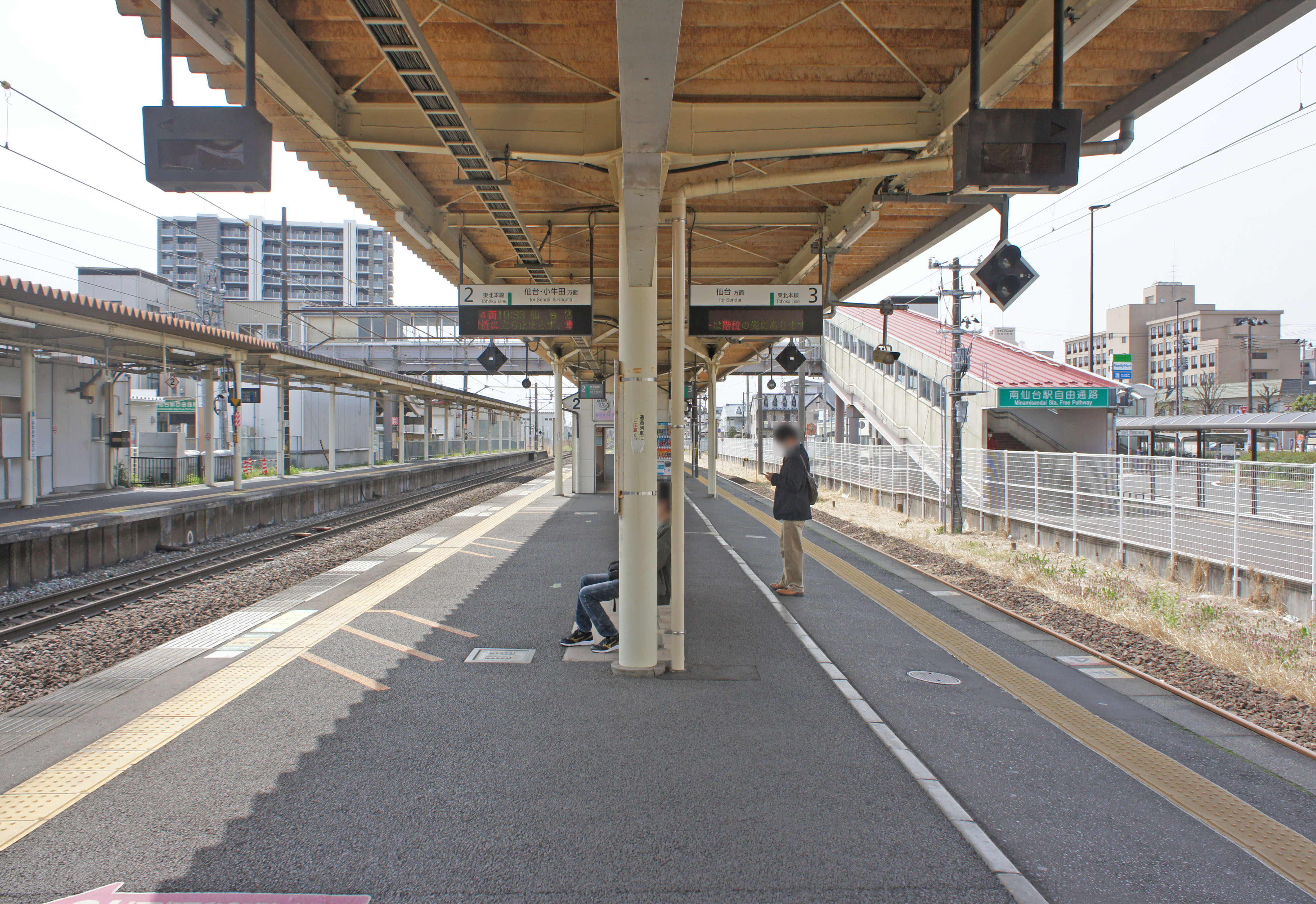
2・3番線ホーム（2022年4月）

## 利用状況
JR東日本によると、2023年度（令和5年度）の1日平均乗車人員は9,518人である。
2000年度（平成12年度）以降の推移は以下のとおりである。
| 1日平均乗車人員推移 | 1日平均乗車人員推移 | 1日平均乗車人員推移 | 1日平均乗車人員推移 | 1日平均乗車人員推移 |
| 年度                | 定期外              | 定期                | 合計                | 出典                |
| ------------------- | ------------------- | ------------------- | ------------------- | ------------------- |
| 2000年（平成12年）  |                     |                     | 7,601               | [ 利用客数 2 ]      |
| 2001年（平成13年）  |                     |                     | 7,557               | [ 利用客数 3 ]      |
| 2002年（平成14年）  |                     |                     | 7,606               | [ 利用客数 4 ]      |
| 2003年（平成15年）  |                     |                     | 7,774               | [ 利用客数 5 ]      |
| 2004年（平成16年）  |                     |                     | 7,911               | [ 利用客数 6 ]      |
| 2005年（平成17年）  |                     |                     | 8,048               | [ 利用客数 7 ]      |
| 2006年（平成18年）  |                     |                     | 8,165               | [ 利用客数 8 ]      |
| 2007年（平成19年）  |                     |                     | 8,543               | [ 利用客数 9 ]      |
| 2008年（平成20年）  |                     |                     | 8,700               | [ 利用客数 10 ]     |
| 2009年（平成21年）  |                     |                     | 8,652               | [ 利用客数 11 ]     |
| 2010年（平成22年）  |                     |                     | 8,521               | [ 利用客数 12 ]     |
| 2011年（平成23年）  |                     |                     | 8,656               | [ 利用客数 13 ]     |
| 2012年（平成24年）  | 2,522               | 6,582               | 9,105               | [ 利用客数 14 ]     |
| 2013年（平成25年）  | 2,584               | 6,832               | 9,416               | [ 利用客数 15 ]     |
| 2014年（平成26年）  | 2,561               | 6,882               | 9,443               | [ 利用客数 16 ]     |
| 2015年（平成27年）  | 2,623               | 7,079               | 9,703               | [ 利用客数 17 ]     |
| 2016年（平成28年）  | 2,694               | 7,189               | 9,884               | [ 利用客数 18 ]     |
| 2017年（平成29年）  | 2,716               | 7,217               | 9,934               | [ 利用客数 19 ]     |
| 2018年（平成30年）  | 2,688               | 7,309               | 9,998               | [ 利用客数 20 ]     |
| 2019年（令和元年）  | 2,659               | 7,357               | 10,017              | [ 利用客数 21 ]     |
| 2020年（令和02年）  | 1,807               | 6,251               | 8,058               | [ 利用客数 22 ]     |
| 2021年（令和03年）  | 2,039               | 6,310               | 8,350               | [ 利用客数 23 ]     |
| 2022年（令和04年）  | 2,380               | 6,622               | 9,003               | [ 利用客数 24 ]     |
| 2023年（令和05年）  | 2,584               | 6,933               | 9,518               | [ 利用客数 1 ]      |

1日平均乗車人員（単位：人/日）

## 駅周辺

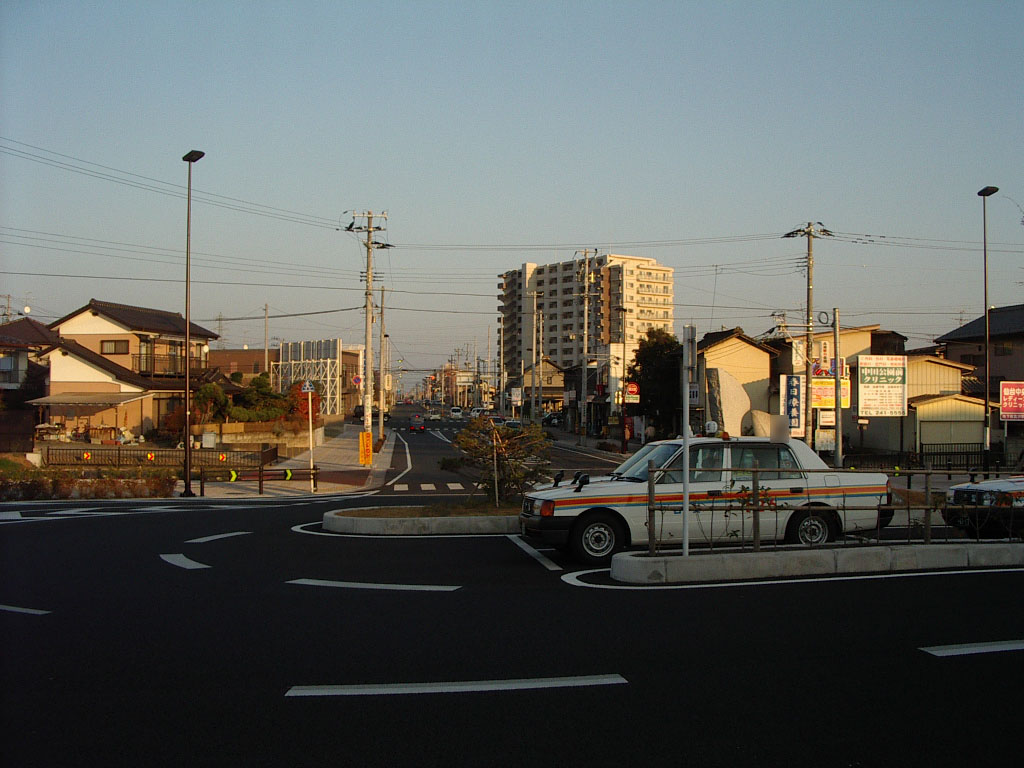
東口駅前広場（2007年11月）

南仙台とは駅周辺の中田および西中田を合わせて呼ぶ通称であり、正式な地名ではない。
東口側（中田）
- 仙台市役所中田証明発行センター
- 仙台中田郵便局
- 仙台市立中田小学校
- 仙台市立中田中学校
- 南仙台自動車学校
- 国道4号仙台バイパス
- 宮城県道273号仙台名取線
- 仙台産業展示館
- 七十七銀行中田支店
- 仙台農業協同組合中田支店
- 大阪王将仙台中田店
- 餃子の王将4号仙台中田店

西口側（西中田）
- 西中田簡易郵便局
- 仙台市立西中田小学校
- 七十七銀行西中田支店
- 仙台銀行西中田支店
- 宮城県道39号仙台岩沼線
- 宮城県道258号仙台館腰線
- 西友南仙台店

## バス路線
東口および西口にロータリーがあり、仙台市営バス、宮城交通、名取市民バス「なとりん号」（大新東委託）が乗り入れている。
南仙台駅東口
- 1番のりば
  - 10・15：四郎丸行き（仙台市営）
- 2番のりば
  - 10・15・N10・N15・B10・B15：長町駅行き（仙台市営）
  - N10・N15：長町南駅行き（仙台市営）
  - 10・15・N10・N15：長町営業所行き（仙台市営）

南仙台駅西口
- 1番のりば
  - 那智が丘・ゆりが丘・尚絅学院大方面（宮城交通）
- 2番のりば
  - 長町南駅・長町駅・長町四丁目方面（宮城交通）
- なとりん号高舘線：高舘・農業園芸研究所入口方面（名取市民バス）

## 隣の駅
東日本旅客鉄道（JR東日本）
■東北本線・■常磐線・■仙台空港アクセス線（常磐線は岩沼駅 - 仙台駅間、仙台空港アクセス線は名取駅 - 仙台駅間東北本線）
□快速
通過
■普通
名取駅 - 南仙台駅 - 太子堂駅

### 記事本文

#### 報道発表資料
1. ↑  「2003年10月26日（日）仙台エリアSuica（スイカ）デビュー! (PDF)」（プレスリリース）、東日本旅客鉄道、2003年8月21日。2020年5月26日閲覧。
2. ↑  「2016年3月ダイヤ改正について (PDF)」（プレスリリース）、東日本旅客鉄道仙台支社、2015年12月18日。2015年12月18日時点のオリジナル (PDF)よりアーカイブ。2024年9月23日閲覧。
3. ↑  「Suicaエリア外もチケットレスで! 東北エリアから「えきねっとQチケ」がはじまります (PDF)」（プレスリリース）、東日本旅客鉄道、2024年7月11日。2024年8月1日閲覧。

#### 新聞記事
1. ↑  「仙台圏 JR在来線 41駅 自動改札でスイスイ 8月完了」『河北新報』河北新報社、2003年6月6日、夕刊、1面。

### 利用状況
1. 1 2  「各駅の乗車人員 2023年度 101位以下（2）| 企業サイト：JR東日本」東日本旅客鉄道。2025年8月1日閲覧。
2. ↑  「JR東日本：各駅の乗車人員（2000年度）」東日本旅客鉄道。2025年8月1日閲覧。
3. ↑  「JR東日本：各駅の乗車人員（2001年度）」東日本旅客鉄道。2025年8月1日閲覧。
4. ↑  「JR東日本：各駅の乗車人員（2002年度）」東日本旅客鉄道。2025年8月1日閲覧。
5. ↑  「JR東日本：各駅の乗車人員（2003年度）」東日本旅客鉄道。2025年8月1日閲覧。
6. ↑  「JR東日本：各駅の乗車人員（2004年度）」東日本旅客鉄道。2025年8月1日閲覧。
7. ↑  「JR東日本：各駅の乗車人員（2005年度）」東日本旅客鉄道。2025年8月1日閲覧。
8. ↑  「JR東日本：各駅の乗車人員（2006年度）」東日本旅客鉄道。2025年8月1日閲覧。
9. ↑  「JR東日本：各駅の乗車人員（2007年度）」東日本旅客鉄道。2025年8月1日閲覧。
10. ↑  「JR東日本：各駅の乗車人員（2008年度）」東日本旅客鉄道。2025年8月1日閲覧。
11. ↑  「JR東日本：各駅の乗車人員（2009年度）」東日本旅客鉄道。2025年8月1日閲覧。
12. ↑  「JR東日本：各駅の乗車人員（2010年度）」東日本旅客鉄道。2025年8月1日閲覧。
13. ↑  「JR東日本：各駅の乗車人員（2011年度）」東日本旅客鉄道。2025年8月1日閲覧。
14. ↑  「JR東日本：各駅の乗車人員（2012年度）」東日本旅客鉄道。2025年8月1日閲覧。
15. ↑  「各駅の乗車人員 2013年度 ベスト100以外（2）：JR東日本」東日本旅客鉄道。2025年8月1日閲覧。
16. ↑  「各駅の乗車人員 2014年度 ベスト100以外（2）：JR東日本」東日本旅客鉄道。2025年8月1日閲覧。
17. ↑  「各駅の乗車人員 2015年度 ベスト100以外（2）：JR東日本」東日本旅客鉄道。2025年8月1日閲覧。
18. ↑  「各駅の乗車人員 2016年度 ベスト100以外（2）：JR東日本」東日本旅客鉄道。2025年8月1日閲覧。
19. ↑  「各駅の乗車人員 2017年度 ベスト100以外（2）：JR東日本」東日本旅客鉄道。2025年8月1日閲覧。
20. ↑  「各駅の乗車人員 2018年度 ベスト100以外（2）：JR東日本」東日本旅客鉄道。2025年8月1日閲覧。
21. ↑  「各駅の乗車人員 2019年度 ベスト100以外（2）：JR東日本」東日本旅客鉄道。2025年8月1日閲覧。
22. ↑  「各駅の乗車人員 2020年度 101位以下（2）| 企業サイト：JR東日本」東日本旅客鉄道。2025年8月1日閲覧。
23. ↑  「各駅の乗車人員 2021年度 101位以下（2）| 企業サイト：JR東日本」東日本旅客鉄道。2025年8月1日閲覧。
24. ↑  「各駅の乗車人員 2022年度 101位以下（2）| 企業サイト：JR東日本」東日本旅客鉄道。2025年8月1日閲覧。